# Lago Rush (Utah)
O lago Rush é um lago salino no Condado de Tooele no estado de Utah. É um remanescente do Lago Bonneville, um antigo mar interior pósglacial que cobriu grande parte do oeste dos Estados Unidos durante em 2005. O lago Rush varia em tamanho, de (0.61 m) por o ano, embora as inundações ocasionais reencham o lago. A elevação de superfície média é 4.951 pés (1.509 m).

## Geografia
O lago está localizado em um amplo rio chamado Vale Rush perto da cidade de Stockton no estado da Califórnia.